# Валов, Илия
Илия Валов (болг. Илия Вълов; 29 декабря 1961, Кнежа, Плевенская область — 13 июля 2024, Враца) — болгарский футболист, играл на позиции вратаря. По завершении игровой карьеры — тренер. Выступал, в частности, за клубы «Ботев» (Враца) и ЦСКА (София), а также национальную сборную Болгарии.

## Клубная карьера
Во взрослом футболе дебютировал в 1981 году выступлениями за команду клуба «Ботев» (Враца), в которой провёл семь сезонов.
Своей игрой за эту команду привлёк внимание представителей тренерского штаба клуба ЦСКА (София), к составу которого присоединился в 1988 году. Отыграл за армейцев из Софии следующие два сезона своей игровой карьеры. Большую часть времени, проведённого в составе софийского ЦСКА, был основным голкипером команды.
Впоследствии начал выступления за рубежом, с 1990 по 1994 год играл в составе берлинского «Динамо», венской «Аустрии» и турецкого клуба «Каршыяка».
Завершил профессиональную игровую карьеру в Турции, в клубе «Денизлиспор», за команду которого выступал на протяжении 1994—1995 годов.

## Выступления за сборную
В 1983 году дебютировал в официальных матчах в составе национальной сборной Болгарии. В течение карьеры в национальной команде, которая длилась 8 лет, провёл в её форме 31 матч.
В составе сборной был участником чемпионата мира 1986 года в Мексике. На этом турнире, как и в целом в течение карьеры в национальной команде, был резервным вратарем, дублёром Борислава Михайлова.

## Карьера тренера
Начал тренерскую карьеру, вернувшись к футболу после небольшого перерыва, в 1999 году, возглавив тренерский штаб команды родного клуба «Ботев» (Враца).
В дальнейшем был тренером вратарей в клубах «Черно море» (2002—2004) и ЦСКА (София) (2006—2007).
Умер 13 июля 2024 года во Враце от инфекции лёгких в возрасте 62 лет.

## Ссылка
- Профиль на сайте National Football Teams (англ.)
- Профиль игрока на сайте EU-Football.info (англ.)